# Grauw sneeuwhoen
Het grauw sneeuwhoen (Dendragapus fuliginosus) is een vogel uit de familie fazantachtigen (Phasianidae). De wetenschappelijke naam van de soort is voor het eerst geldig gepubliceerd in 1873 door Ridgway.

## Voorkomen en taxonomie
De soort komt voor van het zuidoosten van Alaska tot het zuiden van Californië. Het grauw sneeuwhoen werd tot rond 2000 overwegend beschouwd als een groep ondersoorten van het blauw sneeuwhoen, welke groep dichter bij de Stille-Zuidzeekust voorkomt dan de resterende ondersoorten van het blauw sneeuwhoen. DNA-onderzoek steunde de afsplitsing van het grauw sneeuwhoen als aparte soort. De soort telt 4 ondersoorten:
- D. f. sitkensis: zuidoostelijk Alaska.
- D. f. fuliginosus: van Yukon (Canada) tot noordwestelijk Californië.
- D. f. sierrae: van Washington tot het noordelijke deel van Centraal-Californië en Nevada.
- D. f. howardi: centraal Californië.

## Beschermingsstatus
Het grauw sneeuwhoen heeft een groot verspreidingsgebied en daardoor is de kans op uitsterven gering. De omvang van de populatie over de jaren 2005-2014 is geschat op ca. 2 miljoen vogels in de VS en Canada en gaat licht achteruit (gemiddeld ongeveer 1,8% per jaar van 1968-2015). Gezien het lage tempo van achteruitgang staat dit hoen als niet bedreigd op de Rode Lijst van de IUCN.